# Panigoran
Panigoran is een bestuurslaag in het regentschap Labuhan Batu Utara van de provincie Noord-Sumatra, Indonesië. Panigoran telt 1459 inwoners (volkstelling 2010).